# Cybister pectoralis
Cybister pectoralis är en skalbaggsart som beskrevs av Sharp 1882. Cybister pectoralis ingår i släktet Cybister och familjen dykare. Inga underarter finns listade i Catalogue of Life.